# Hoven (South Dakota)
Hoven is een plaats (town) in de Amerikaanse staat South Dakota, en valt bestuurlijk gezien onder Potter County.

## Demografie
Bij de volkstelling in 2000 werd het aantal inwoners vastgesteld op 511.
In 2006 is het aantal inwoners door het United States Census Bureau geschat op 431, een daling van 80 (-15,7%).

## Geografie
Volgens het United States Census Bureau beslaat de plaats een oppervlakte van
0,8 km², geheel bestaande uit land. Hoven ligt op ongeveer 581 m boven zeeniveau.

## Plaatsen in de nabije omgeving
De onderstaande figuur toont nabijgelegen plaatsen in een straal van 28 km rond Hoven.